# Šterna
 Šterna  (olaszul:  Sterna) falu Horvátországban, Isztria megyében. Közigazgatásilag Grožnjanhoz tartozik.

## Fekvése
Az Isztria középnyugati részén, Bujétől 11 km-re keletre, községközpontjától 7 km-re északkeletre a Mirna völgyétől északra, a szlovén határ közelében egy folyóvizektől átszeldelt termékeny völgy feletti szelíden emelkedő magaslaton fekszik.

## Története
Šterna területe egykor nagyon nagy volt, felölelte Kuberton, Topolovec, Kućibreg, Čepić és Gradinja területét is. Régen Grožnjanska Cisterna néven volt ismert, mert Grožnjanhoz tartozott. A Šterna név a cisterna szó rövidítése, melyet a település arról a soha ki nem apadó forrásról kapott amelynek vize itt, a templomtól északra fekvő völgyben hat árokban folyik tova. Első írásos említése 1067-ből származik „Steina” alakban, melynek birtokát IV. Henrik német-római császár Freisinga püspöknek engedi át. 1102-ben  II. Ulrik isztriai őrgróf Šternát az aquileiai pátriárkának adta, aki a birtokot a novigradi püspök hűbérbirtokává tette, majd 1260-ban a sveti juraj nad mirnai uradalom része lett. Ezutána goricai grófoké, később a momjani uradalom része volt. Amikor 1358-ban a Velencei Köztársaság az egész Grožnjanštinával együtt megszerezte Grožnjant Šterna is a köztársaság birtoka lett. Miután 1420-ban Velence a félszigetnek a pátriárka által birtokolt többi részét is megszerezte Šterna a pietrapelosai (Kostel) uradalom része lett. 1564-ben a Gravisi és részben a Del Bello család birtoka lett. Sokat szenvedett a Velence és a Cambriai liga közötti 1508 és 1516 közötti háborúk során, amikor többször is fosztogató katonák támadták meg. Lakossága a harcok és járványok következtében szinte teljesen kipusztult. Helyükre a 16. században Friuliból és Carniából kereskedő családokat, Dalmáciából a török elől menekülő földműves családokat telepítettek. A falunak 1857-ben 399, 1910-ben 264 lakosa volt.
Az első világháború után a rapallói szerződés értelmében Isztria az Olasz Királysághoz került. 1943-ban az olasz kapitulációt követően német megszállás alá került, mely 1945-ig tartott. A második világháború után Jugoszlávia része lett, de 1947-től 1954-ig ENSZ védnökségi területként a Trieszti "B" zónához tartozott. Olasz lakossága nagyrészt kivándorolt Olaszországba, csak néhány család maradt itt. A település Jugoszlávia felbomlása után 1991-ben a független Horvátország része, 1993-ban az újonnan létrehozott Grožnjan községhez csatolták. 2011-ben 75  lakosa volt. Lakói  főként mezőgazdasággal foglalkoznak.

## Nevezetességei
- Mihály arkangyal tiszteletére szentelt plébániatemploma 1746-ban épült a régebbi templom helyén. 1753-ban szentelte fel Leoni novigradi püspök. Ebből a korábbi templomból származik a kő keresztelőmedence, melyen glagolita írással az 1541-es felirat látható. Különálló 30 méter magas harangtornyát a rajta elhelyezett feliratos kőtábla szerint 1791-ben építették.
- Szent Kancián tiszteletére szentelt temetőkápolnája a falu feletti 383 méter magas dombon áll, 1885-ben épült. Legértékesebb berendezési tárgya a 16. század végén fából faragott retablóval díszített oltár.

## Lakosság
| Lakosság változása | Lakosság változása | Lakosság változása | Lakosság változása | Lakosság változása | Lakosság változása | Lakosság változása | Lakosság változása | Lakosság változása | Lakosság változása | Lakosság változása | Lakosság változása | Lakosság változása | Lakosság változása | Lakosság változása | Lakosság változása |
| ------------------ | ------------------ | ------------------ | ------------------ | ------------------ | ------------------ | ------------------ | ------------------ | ------------------ | ------------------ | ------------------ | ------------------ | ------------------ | ------------------ | ------------------ | ------------------ |
| 1857               | 1869               | 1880               | 1890               | 1900               | 1910               | 1921               | 1931               | 1948               | 1953               | 1961               | 1971               | 1981               | 1991               | 2001               | 2011               |
| 399                | 423                | 256                | 235                | 237                | 264                | 489                | 478                | 290                | 263                | 118                | 75                 | 59                 | 52                 | 79                 | 75                 |